# 큰털날개박쥐
큰털날개박쥐(Harpiocephalus mordax)는 애기박쥐과에 속하는 박쥐의 일종이다. 라오스와 말레이시아, 미얀마 그리고 태국에서 발견된다.